# Superintendencia de Servicios de Salud
La Superintendencia de Servicios de Salud de Argentina es un organismo de la Administración Pública Nacional, que integra el gobierno nacional y que depende del Poder Ejecutivo a través del Ministerio de Salud.

## Historia
En 1996 fue creada la Superintendencia de Servicios de Salud por decreto presidencial n.º 1615 de Carlos Menem del 23 de diciembre de ese año, fusionando la Administración Nacional del Seguro de Salud, la Dirección Nacional de Obras Sociales y el Instituto Nacional de Obras Sociales. Al crearse integraba el Ministerio de Salud y Acción Social.
En diciembre de 1999 pasó al Ministerio de Salud, en octubre de 2018 pasó a la Secretaría de Gobierno de Salud y desde diciembre de 2019 depende de forma directa del Ministerio de Salud.